# Mario Jalenti
Mario Jalenti, o Ialenti (Terni, 1939 – Terni, 2015) è stato un chitarrista italiano.

## Biografia
Nato a Terni nel 1939, Mario Jalenti si formò inizialmente da autodidatta, per poi perfezionarsi a Roma sotto la guida di Benedetto Di Ponio. In seguito, proseguì gli studi all'Accademia Chigiana di Siena, dove fu allievo di Alirio Díaz, a sua volta discepolo di Andrés Segovia. Per la bellezza del tocco, i suoni nitidi e puliti, il vibrato intenso e la grande sensibilità interpretativa fu definito da Alirio Díaz «il poeta della chitarra». Negli anni Sessanta raggiunse l'apice della carriera concertistica. Fu il primo chitarrista invitato da Giancarlo Menotti al Festival dei Due Mondi di Spoleto, dove si esibì in due concerti al Teatro Caio Melisso il 4 e il 6 luglio 1966, ottenendo un ampio riconoscimento di pubblico e di critica internazionale. In quell'occasione, lo stesso Menotti lo definì «Benedetti Michelangeli della chitarra».
In quegli anni e fino ai primi anni '80 condusse un'intensa attività che lo portò ad esibirsi per molte stagioni concertistiche italiane: Ascoli, Fermo, Spoleto, Salerno, Foligno, Siracusa, Taranto, Orvieto, Siena, Terni, Todi tra le altre altre, oltre un tour in Germania,  ottenendo sempre notevole successo di pubblico e critica. Nonostante la crescente carriera concertistica, Jalenti decise di abbandonare l'attività di solista per dedicarsi all'insegnamento. Incaricato inizialmente al Liceo Musicale G.B. Spontini di Ascoli Piceno,  proseguì poi la carriera didattica al Conservatorio "Giulio Briccialdi di Terni", dove formò numerosi chitarristi, tra cui il figlio Francesco Jalenti prematuramente scomparso ma già vincitore di svariati concorsi nazionali ed internazionali a soli 22 anni.  Tra i più affermati oggi possiamo ricordare Claudio Marcotulli.
Jalenti può essere considerato il fondatore di una scuola chitarristica che affonda le sue radici nella tradizione segoviana, sviluppando un approccio interpretativo distintivo e raffinato, avendo a cuore la musica più ancora che la chitarra. Ha inoltre lasciato preziose revisioni e trascrizioni, che sono un importante contributo alla didattica della chitarra. Il suo modo di diteggiare era attento e particolarmente accurato, paragonabile a quello di Miguel Llobet per la sua precisione e musicalità.
Nel 2008, la rivista Seicorde gli ha dedicato un CD monografico all'interno della collana I Maestri della Chitarra, ristampando parte delle sue registrazioni storiche.
Nel 2009, in riconoscimento del suo contributo alla didattica chitarristica, ricevette la Chitarra d'oro per la didattica al Convegno Internazionale di Alessandria.

## Discografia
- Recital (1966, RCA)
- España (1971, Vedette)